# Christian Hartmann
Christian Magnus Heyn "Kiss" Hartmann, född 3 juni 1910 i Asker, död 29 maj 1985 i Oslo, var en norsk kompositör och pianist.
Hartmann skrev många folkkära visor, bland annat Alf Prøysens ”Musevisa”, ”Romjulsdrøm”, ”Æille har et syskjenbån på Gjøvik”, Einar Skjæraasens ”Høstvise” och ”Åtte øyne i hverandre”. Han samarbetade med Thorbjørn Egner, vilket resulterade i musik till sånger från ”Karius och Baktus”, ”Doktor Dyregod” och ”Dyrene i Hakkebakkeskogen”. Därutöver skrev Hartmann filmmusik och scenmusiken till Arthur Omres skådespel Det 5. Bud (1947).

## Filmmusik
- 1946 – To liv
- 1950 – Marianne på sykehus
- 1952 – Det kunne vært deg
- 1953 – Naturen og eventyret
- 1954 – Aldri annet enn bråk
- 1955 – Bedre enn sitt rykte
- 1957 – Same-Jakki – viddernas folk
- 1958 – Over alle hav